# NGC 7683
NGC 7683 est une galaxie lenticulaire située dans la constellation de Pégase. NGC 7683 a été découverte par l'astronome italien Gaspare Stanislao Ferrari (it) en 1865. Elle a été redécouverte par l'astronome allemand Ernst Wilhelm Tempel en 1876.  

## Caractéristiques

### Distance
Sa vitesse par rapport au fond diffus cosmologique est de 3 357 ± 35 km/s, ce qui correspond à une distance de Hubble de 45,5 ± 3,5 Mpc (∼148 millions d'al).

### Galaxie isolée
Selon NED, NGC 7683 est une galaxie du champ, c'est-à-dire qu'elle n'appartient pas à un amas ou un groupe et qu'elle est donc gravitationnellement isolée.